# Serge Brunoni
Serge Brunoni, né le 3 septembre 1938 à Ligny-en-Barrois en France et mort le 19 février 2020 à Trois-Rivières, est un peintre autodidacte. Il immigre au Québec en août 1963 et s’installe à Trois-Rivières.

## Carrière
Il vit en France avec ses grands-parents à partir de l'âge de 4 ans. À 14 ans il commence à travailler dans une manufacture de la région. Il y travaille jusqu'à ce qu'il intègre l'armée. Il est déployé à Brazzaville qui était alors l'Afrique équatoriale française. Il est embauché par la Société de travaux et d'études topographiques qui réalise la construction d'un chemin de fer au Congo. Il passe 3 ans en Afrique avant de revenir en France pour prendre soins de sa grand-mère. À son décès, il décide de prendre un nouveau départ au Canada.
Il arrive à Montréal en 1963, mais rapidement se redirige vers Trois-Rivières. En 1967, il y épouse Suzette Normandin. Ils auront deux enfants, Hugues et Nicolas. En 1967, pour Noël, Suzette offre à Serge un coffret de peinture. Il peint sa première toile en 1970. Il devient peintre professionnel en 1972 et tient sa première exposition solo en 1976.

## Musées et collections publiques
- Centre d'exposition Raymond-Lasnier
- Centre d'exposition de la Corporation culturelle de Shawinigan
- Musée Pierre-Boucher

## Honneurs
- 2012 : Médaille du jubilé de diamant d'Élisabeth II[3].